# Zobel (Fisch)
Der Zobel oder Scheibpleinzen (Ballerus sapa) ist ein Süßwasserfisch der in den Flüssen Donau, Dnister, Dnepr, Bug, Don, Kuban, Wolga, Kama, Wjatka, Ural und Terek vorkommt. Dort lebt er überwiegend in langsam fließenden Gewässerabschnitten. Selten wird er länger als 35 Zentimeter und schwerer als 800 Gramm. Mit seiner silbernen Farbe und dem seitlich stark abgeflachten, hochrückigen Körper ähnelt er sehr dem Güster. Brust und Bauchflossen sind gelblich, Rücken-, Schwanz- und Afterflosse grau, wobei letztere mit bis zu 48 Weichstrahlen sehr viel länger ist als die des Güsters. Die Laichzeit ist von April bis Mai in krautreichen Uferzonen. Insektenlarven, Würmer und Kleinkrebse sind seine Hauptnahrung. Der Bestand ist stark gefährdet.
Über den Main-Donau-Kanal ist der Zobel mittlerweile in den Rhein eingewandert und wird am Fischpass der Staustufe Iffezheim regelmäßig nachgewiesen.

## Unterarten
- Ballerus sapa aralensis (Tyapkin 1939)
- Ballerus sapa bergi (Belyaev 1929)